# Смирнер, Ханна
Ханна Смирнер (дат. Hanne Smyrner; 3 ноября 1934, Фредериксберг — 29 августа 2016, Бенальмадена), также известная как Энн Смирнер (дат. Ann Smyrner) — датская актриса, в основном известная своей карьерой в немецких фильмах и участием в датской и американской версиях фильма «Рептиликус» (1961).

## Карьера
Ханна Смирнер была дочерью актёра Пола Смирнера и сама получила актёрское образование в театральной школе Орхусского театра в 1956 году, где она также дебютировала как театральная актриса в роли Гюльнары в «Аладдине».
Вскоре после этого она уехала в Западную Германию, где снялась в ряде фильмов, в основном в более легком жанре. Она также снялась в единственном датском фильме «Рептиликус» 1961 года. Её карьера в Германии, с заездами, в частности, в Италию, длилась с 1957 по 1971 год, после чего она в значительной степени прекратила свою актёрскую карьеру. Впоследствии она поселилась в Испании, а затем жила писательством и чтением лекций.
Впоследствии Смирнер имела мало общего со страной своего рождения, но она произвела настоящий фурор в Дании, признавшись в сатанизме в 1980-х годах.